# فرودگاه کونویچ
فرودگاه کونویچ  (به انگلیسی: Kunovice Airport) (به زبان بومی: Letiště Kunovice) یک فرودگاه همگانی با کد یاتا UHE است که یک باند فرود چمن دارد و طول باند آن ۱۴۸۰ متر است. این فرودگاه در شهر اوهرسکه هرادیشته کشور جمهوری چک قرار دارد و در ارتفاع ۱۷۷ متری از سطح دریا واقع شده است.